# Chiesa di San Vigilio (Vallarsa)
La chiesa di San Vigilio è la parrocchiale di Parrocchia, frazione di Vallarsa in Trentino. Risale al XV secolo.

## Storia

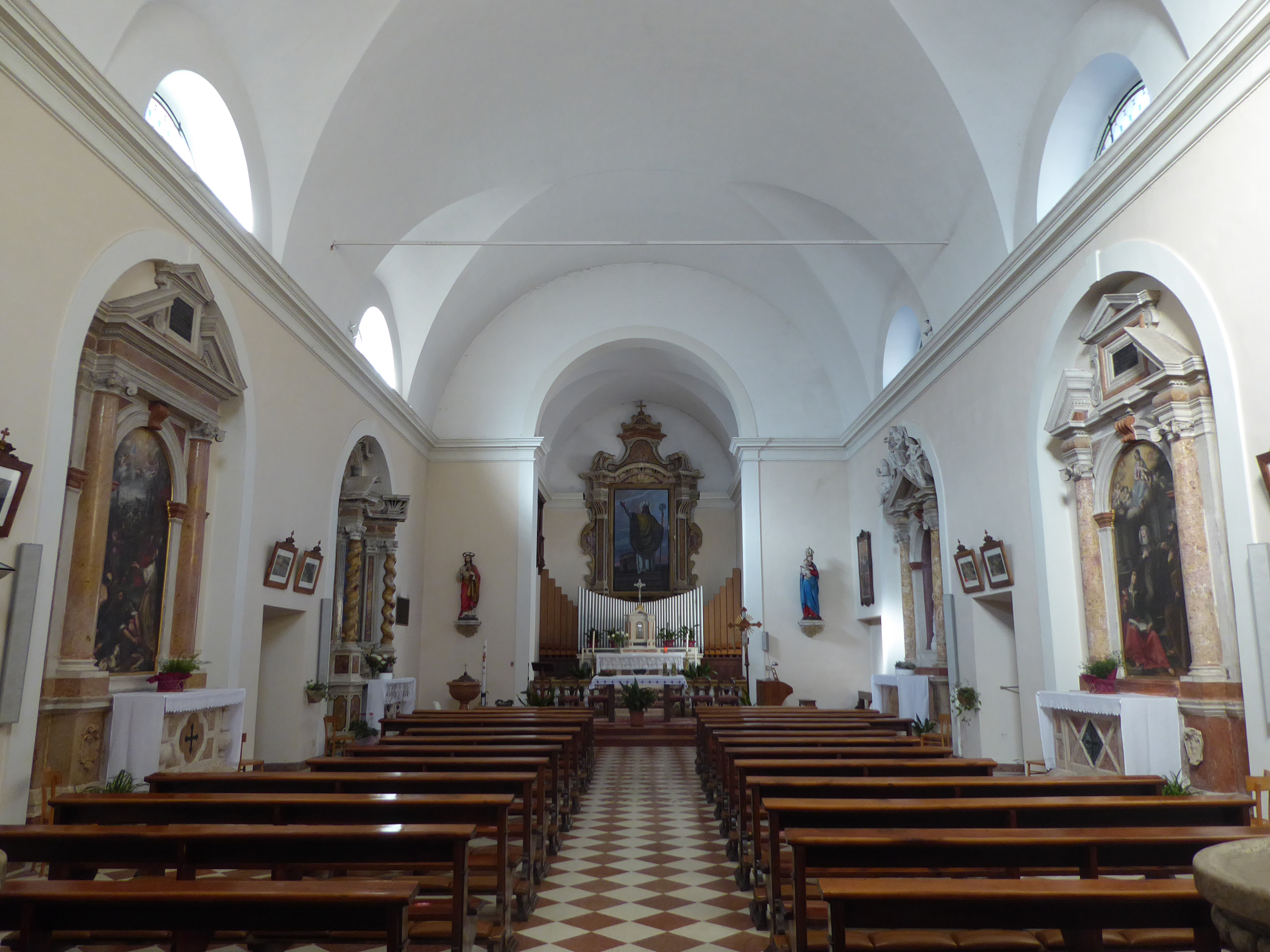
Interno

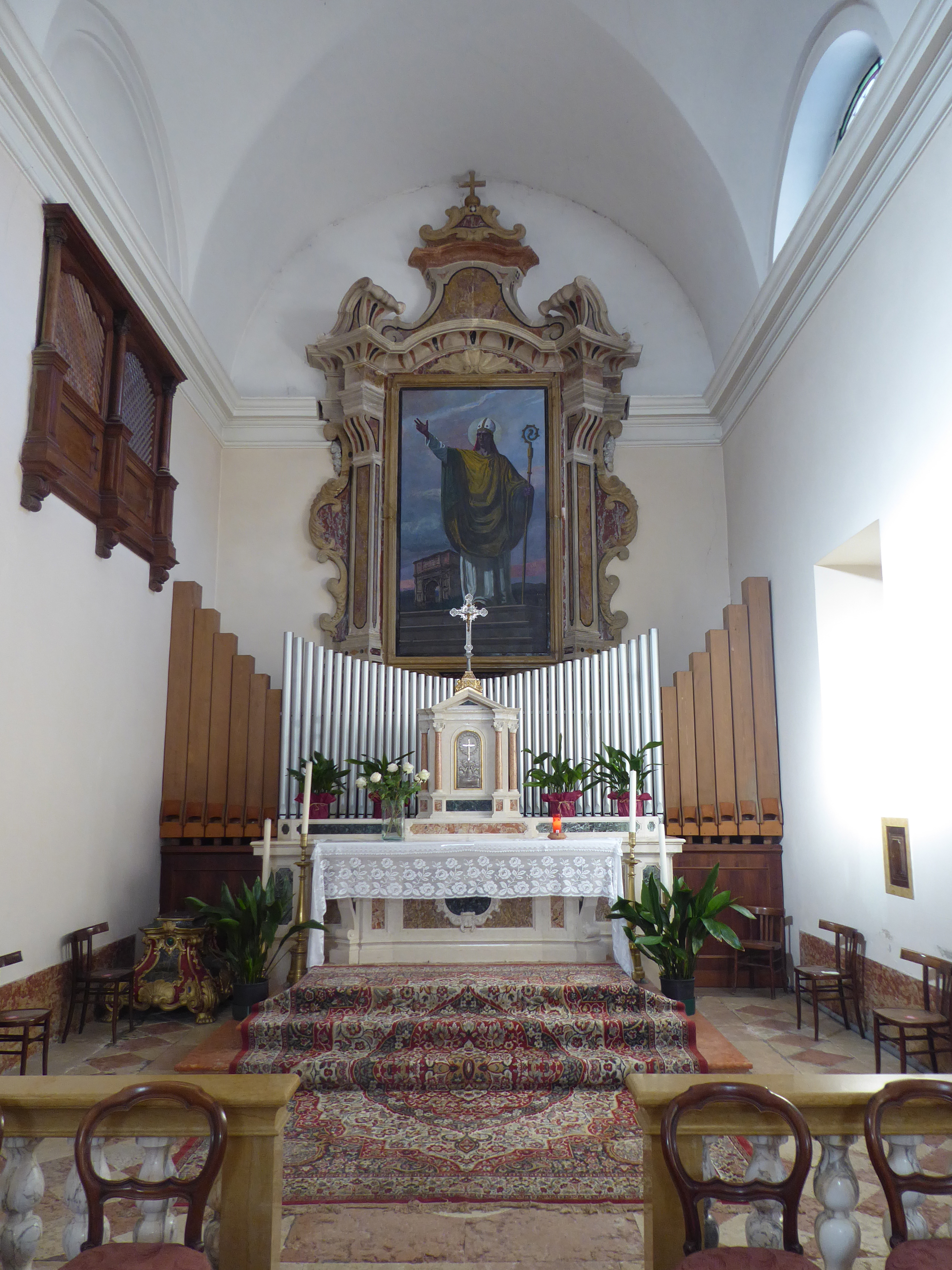
Presbiterio

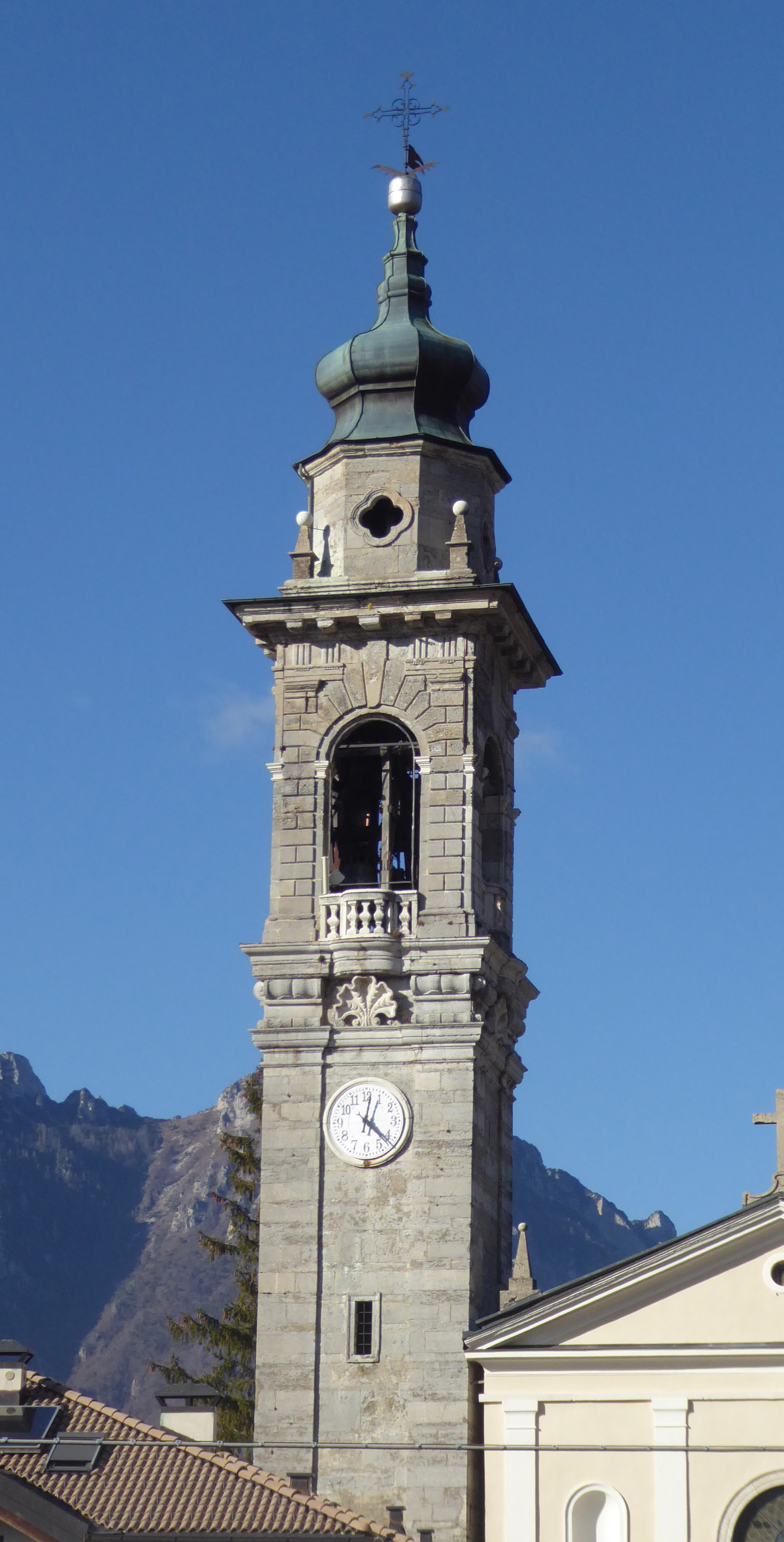
Campanile

Una cappella a Vallarsa è documentata dal 1470, quando il rettore della pieve di Lizzana citò l'edificio dedicato a San Vigilio in un elenco di beni ecclesiastici legati alla sua giurisdizione. Sembra probabile che la sua esistenza sia databile sin dal XIII secolo e si trattava in ogni caso di un edificio con la concessione del fonte battesimale e di un vicino camposanto, oltre che di un sacerdote dedicato.
Con l'inizio del XVI secolo la piccola cappella originaria venne ampliata e a partire dal 1538 ottenne dignità curiaziale. Bernardo Clesio concesse alla comunità di Parrocchia la possibilità di scegliere il proprio curato e la slegò in tal modo dalle decisioni di Lizzana.
Ottenne dignità parrocchiale nel 1720 e nel 1728 il principe vescovo di Trento Antonio Domenico Wolkenstein celebrò la sua solenne consacrazione.
Pochi anni dopo, nel 1745, divenne chiesa arcipretale e nella seconda metà del XVIII secolo venne eretta la torre campanaria. Vennero coinvolte nel progetto due personalità roveretane come l'ingegner Scottini e l'imprenditore Tacchi e la costruzione richiese cinque anni. Il risultato ottenuto fu notevole, in particolare per il concerto delle sei campane che divenne presto noto in tutta la vallata.
Sempre nello stesso momento la chiesa venne ampliata e poco dopo sulla torre campanaria venne installato anche un orologio.
Nella seconda metà del XIX secolo la chiesa venne sopraelevata e la copertura fu rifatta, inoltre furono sistemati il sagrato ed il camposanto.
Nel primo dopoguerra del XX secolo fu necessario ricostruire le parti danneggiate o distrutte durante il periodo bellico. Le campane che erano state portate a Vicenza per evitare che fossero requisite dagli austriaci (e due si erano rotte durante le operazioni) ritornarono nella loro sede e, a lavori ultimati, la chiesa venne benedetta, nel 1921.
Proseguirono poi i lavori sino ad arrivare alla ricomposizione del concerto campanario completo di sei campane e alla sistemazione nella sala di tre altari che furono acquistati a Verona e provenivano dalla chiesa di San Bernardino. Gli interni vennero arricchiti di decorazioni murarie e venne aggiornato l'impianto elettrico.
Nel secondo dopoguerra Giovanni Tiella progettò un restauro della torre campanaria e una campana che si era rotta fu riparata.
Negli anni sessanta il movimento delle campane venne elettrificato, fu installato l'impianto di riscaldamento ed eseguito l'adeguamento liturgico. La chiesa ebbe un nuovo organo. 
Nel decennio successivo fu necessario restaurare la torre campanaria e poi continuarono i normali lavori di manutenzione.

## Descrizione

### Interno
L'interno della navata ospita pregiati altari in marmo e sui due laterali vi sono dipinti seicenteschi di scuola veronese aventi come soggetto il Martirio dei tredici frati francescani e Santa Margherita. Nella chiesa è presente anche una statua dedicata a San Pasquale proveniente da Verona.
L'organo, del 1968, è opera di Pinchi da Foligno.
Notevole è il concerto di campane sulla torre, che si può ascoltare in tutta la vallata e che in passato era possibile far suonare anche dai forestieri, col pagamento di una tassa.